# Pál apostol

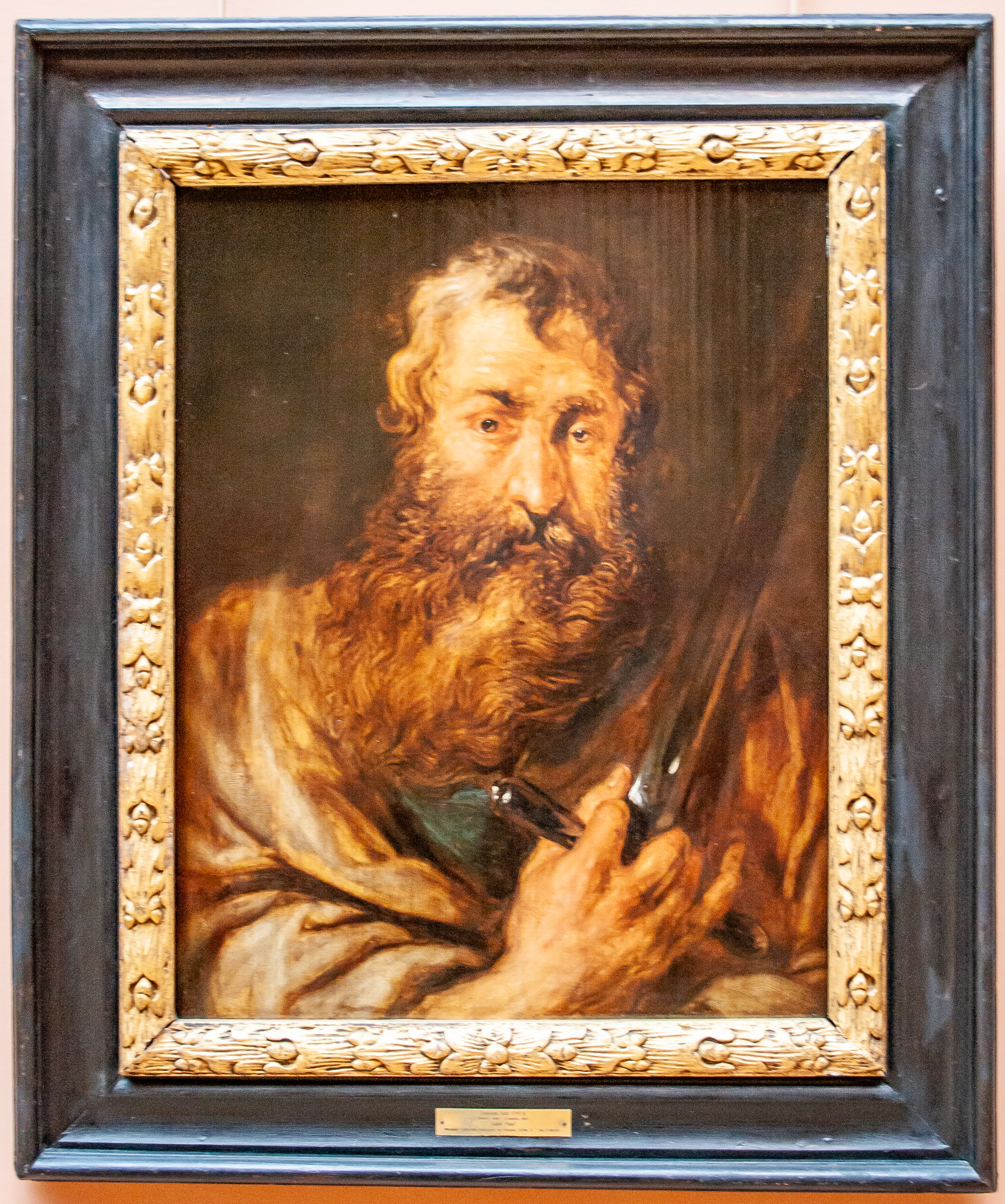
Anthony van Dyck festménye (Musée des Beaux-Arts de Valenciennes)

Pál apostol vagy Tarzuszi Pál, egyházi nevén Szent Pál az őskereszténység, az apostoli kor kiemelkedő egyénisége, aki Jézus megváltási tanításait terjesztette az 1. századi mediterrán világban. A század közepén több keresztény közösséget is alapított Kis-Ázsiában és Délkelet-Európában. Őt nevezik a „tizenharmadik apostolnak”. Az életével és munkásságával kapcsolatos fő információforrás az Apostolok Cselekedetei nevű újszövetségi irat.
Kezdetben a farizeusnak nevelt Saul néven ismert fiú fiatalemberként a keresztények kegyetlen üldözője lett. Ám ennek során egy alkalommal a damaszkuszi úton látomása volt, melynek hatására kereszténnyé vált, s nevét is Saulusból Paulusra, azaz Pálra változtatta. Ettől kezdve az új vallás leghevesebb és legbefolyásosabb védelmezőjeként terjesztette a kereszténységet a Római Birodalomban misszionáriusi útjain. A nem zsidók (pogányok) között olyannyira sikeres volt, hogy gyakran mint a „körülmetéletlenek apostolá”-t (pogányok apostolát) emlegették. Pálhoz mérhető nagy szerepet senki nem játszott a kereszténység elterjesztésében. Tevékenysége miatt többször letartóztatták. Utolsó fogsága alatt mint római polgárt Rómában állították bíróság elé, s valószínűleg Kr. u. 64-ben vagy 67-ben a birodalmi főváros közelében lefejezték.
A „páli leveleknek” nevezett írások a kereszténység egyik legrégebbi írásai. Ezek jelentik a keresztény teológia egyik alapját, különösen a krisztológia és a hit általi megigazulás területén.  
Az Újszövetség 27 könyvéből tizennégyet a hagyomány alapján Pálnak tulajdonítottak. A bibliatudósok ma már ebből csak hetet ismernek el neki, a többi „páli” levél szerzőségét a tanítványainak vagy egy későbbi páli iskola írásának tulajdonítják. A 16. századig szinte megkérdőjelezhetetlenül elfogadott volt, hogy a zsidókhoz írt levél is az ő műve, de ezt a nézetet ma már szinte általánosan elutasítják a tudósok.

## Élete
A kilikiai Tarsusban született Kr. u. 5-ben vagy 10-ben, zsidó szülők gyermekeként. Családja római polgárjoggal rendelkezett, és Benjámin törzséhez tartozott. Zsidóként a Saul, római polgárként a Paulus nevet viselte. A gazdag szülői házban Saul szigorú rabbinikus nevelésben részesült, jól beszélt görögül, megtanult héberül, majd Jeruzsálemben egy kiváló zsidó tanító, Gamlíél (vagy Gameliel) rabbi tanítványa volt. Itt Saul csatlakozott a farizeusokhoz, és részt vett a keresztények üldözésében, akiket Jézus halála után eretneknek tekintettek. Valószínűsíthető, hogy Jézussal egy időben tartózkodott Jeruzsálemben[forrás?], de nincs bizonyíték arra, hogy találkoztak volna. Egyes források azonban azt állítják, hogy István vértanú kivégzésénél jelen volt. Saul kétkezi foglalkozásként a sátorkészítést tanulta ki. Az Apostolok cselekedetei 18. részben az áll hogy dolgozott is sátorkészítőként, „és mivel ugyanaz volt a mestersége, náluk lakott és dolgozott, ők ugyanis sátorkészítő mesterek voltak”.

Életének fordulópontját az jelentette, amikor saját kérésére a főpaptól kapott megbízólevéllel kísérőivel Damaszkuszba indult, hogy ott összeszedje a keresztényeket, akiket törvény elé akartak állítani. A város közelében – az egymásnak több ponton ellentmondó leírások szerint – azonban látomása révén találkozott Jézussal, aminek hatására egy csapásra buzgó keresztény lett. A beszámoló szerint a látomástól elvesztette a szeme világát, de amikor Damaszkuszban megkeresztelkedett, visszanyerte a látását. A damaszkuszi látomás – Kr. u. 34 körül – okozta „Pálfordulás” után Saulból végérvényesen Pál lett, aki ettől kezdve minden erejét a kereszténység védelmére és terjesztésére fordította. 

## Hittérítő tevékenysége
A Kr. u. 1. században a nyugati és a keleti kultúrák állandóan keveredtek, a különböző vallások egymással kölcsönhatásban voltak. A Római Birodalomban élő népek a sors hatalma alól való megváltásban, isteni oltalomban reménykedtek. A Birodalom ugyanakkor egységes közigazgatást, egységes jogrendszert, egységes pénzt, egységes súly és mértékrendszert, a kor viszonyai között kiváló közlekedési hálózatot és virágzó kereskedelmet is teremtett. Az úgynevezett koiné-görög pedig egységes nyelvként funkcionált. Pál életművében ezek a körülmények jelentős szerepet játszottak.
Pál térítő tevékenységét megkeresztelkedése után három évvel kezdte meg. Ám magatartása Damaszkuszban ellenérzéseket keltett és a zsidók fenyegetése elől menekülnie kellett. Arábiába távozott, majd Jeruzsálembe ment, ahol találkozott Péter és Jakab apostolokkal. De itt a keresztények bizalmatlanul fogadták, a zsidók pedig az életére törtek, s ezért az apostolok Tarsusba küldték, majd Barnabással Ciprusra és Kis-Ázsiába utazott téríteni. Ciprus szigetén Sergius Paulus római helytartó is meghallgatta. A zsidók közül azonban kevesen fogadták el Pál tanítását, de az úgynevezett pogányok tömegesen csatlakoztak hozzá. Visszatérve Antiochiába az apostolok előtt igazolnia kellett eljárását. Az apostoli zsinaton vita támadt a mózesi törvény kötelező ereje körül. A zsinaton született kompromisszum eredményeként Pál lett a nem zsidók vagy pogányok apostola és ezentúl ő a kimondottan pogány vidékeken végezte missziós ténykedését. A konfliktusok azonban később mégis felszínre kerültek, s törés következett be a Barnabáshoz és az antiochiai egyházhoz fűződő kapcsolatában.
Második körútja Szilás kíséretében Makedóniába vezetett, ahonnan menekülniük kellett. Ezután Athénban és Korinthoszban térített, majd visszatért újra Antiochiába.
Harmadik útján végigjárta Galatia és Phrügia egyházait, s innen ment Epheszoszba, ahol hosszabb ideig tartózkodott. Itt az ezüstművesek Demetriusz vezetésével rátámadtak, mivel féltették az általuk készített Diana (Artemisz) szobrok kelendőségét Pál sikerei miatt. A fenyegetések elől Jeruzsálembe menekült. 

## Fogsága és halála
Pál apostolt Jeruzsálemben elfogták Kr. u. 58-ban és a főtanács elé állították. Az azonban nem talált okot az elítélésére. Ellenségei viszont megölését tervezték, melyről Pál tudomást szerezve tájékoztatta a római katonai parancsnokot, aki őt Cezareába szállíttatta a helytartó elé. A zsidók Portius Festus helytartó előtt vádat emeltek Pál ellen, aki őt át akarta adni a zsidóknak, ez ellen azonban Pál, hivatkozva arra, hogy római polgár, a császárhoz fellebbezett. A helytartót meglátogató Heródes Agrippa király is maga elé idézte Pált, s ő sem találta bűnösnek. Kétévi raboskodás után Kr. u. 60-ban Pál apostol Rómába indult, de hajótörést szenvedett, és Málta szigetére vetődött. Végül egy alexandriai hajón jutott el Rómába, ahol két évig magánőrizetben készülhetett a perére. A hagyomány szerint kiszabadult, és folytatta a térítést, még Hispániába is eljutott, bár ennek tényszerűségét több forrás cáfolja. 
A Néró császár uralkodása alatt kezdődött keresztényüldözés során 64-ben újra elfogták, s fogsága a katolikus legendák alapján a 67. június 29-én történt lefejezésével végződött.
A 2. század vége felé Dénes korinthoszi püspök azt írta, hogy Péterrel együtt mentek Rómába és egy napon szenvedtek vértanúhalált. Ezzel szemben a jóval korábbi keletkezésű Apostolok cselekedetei azt írja, hogy Pált fogolyként vitték Máltán és Szicílián keresztül Rómába. Péterről itt szó sem esik.
A katolikus legenda szerint a hóhér pallosa alól feje elgurult, hármat pattant, s földet érése helyein három forrás fakadt.
A hagyomány szerint a sírja helyén épült Nagy Konstantin császár uralkodása alatt a hatalmas Falakon kívüli Szent Pál-bazilika.
Legfontosabb kultuszhelye Rómában található, a San Paolo fuori le Mura-templom. Állíólagos fejereklyéjét a Lateráni-bazilikában őrzik.

## Történelmi szerepe
Pál apostol történelmi érdeme, hogy a kereszténység világvallássá lett. Ő rakta le Krisztus isteni mivoltáról és egyedül a hit általi megigazulásról szóló teológiai alapvetést, ami nagy hatással volt mindegyik későbbi keresztény teológusra Szent Ágostontól, Aquinói Szent Tamáson keresztül Luther Mártonig és Kálvin Jánosig.
A hatása három tényezőre épül: 
- 1. a misszióinak sikere;
- 2. az Újszövetség fontos részeit alkotó írásai;
- 3. szerepe a keresztény teológia kifejlődésében.

Pál korában a fiatal kereszténység egységét fenyegette az az eldöntendő kérdés, hogy felvehetők-e a pogányok a zsidó-keresztény közösségekbe az ősi mózesi szertartások elvetése nélkül. A kérdés eldöntésére 48 vagy 58 körül összehívott apostoli zsinaton a két pogány-hittérítő, Pál és Barnabás is részt vettek. A zsinaton Pál ismertette elképzeléseit, melyek szerint Jézus nem csupán próféta volt, hanem valójában isteni lény, akinek szenvedése és halála megválthatja a keresztényeket, s ha elfogadják Krisztust, akkor bűneik megbocsáttatnak. Pál szerint az ember nem a bibliai parancsok puszta megtartásának kísérlete által, hanem Krisztus elfogadásával üdvözülhet. A mózesi törvények szerepét ugyan elismerte a Megváltó eljövetelének segítésében, de azt tartotta, hogy azok a Megváltó megjelenése után elveszítették jelentőségüket. Egyedül a keresztelési szertartás a fontos, mivel ennek révén minden ember egyenlővé válik Isten előtt. Pál hangsúlyozta, hogy a keresztények számára szükségtelen a zsidó étkezési tilalmak betartása, a mózesi törvényekhez való ragaszkodás és a körülmetélés. De tartózkodniuk kell a vérfertőzéstől és a pogány áldozatokra szánt hús fogyasztásától.  A zsinaton megegyezés jött létre, melynek eredményeként Pál elérte a zsidó Törvénytől való szabadság elismerését. Ennek nyomán a hittérítő tevékenységet felosztották. A zsidók körében Péter, míg a pogányok között Pál folytatta misszióit. 
Pál érdemének tekinthető, hogy tanítása a keresztény hívőket teológiailag előkészítette a Jézus mennybemenetele és visszatérése közötti meghatározhatatlan hosszú időszakra. A hívők ugyanis ekkor még meg voltak győződve arról, hogy az „Ítélet napja” közel van. Pál a gyülekezetet Krisztus testeként fogta fel, melyben minden testrész – valamennyi hívő – egyaránt fontos. Az Istennek tetsző közös életet a gyülekezet tagjai az igehirdetés, a gyülekezet vezetése, a prófétálás és a rászorulók segítése révén teszik lehetővé. Pál tanítása szerint a testi és a szellemi lét között az emberben harc dúl és a test parancsának engedve az Istentől való eltávolodás mellett döntünk. A lelkiismeret ugyanakkor erősíti a Jó és a Gonosz közötti különbségtételt, s a Jó melletti döntés elhozza a Lélek számára a szeretet, az öröm, a békesség, a türelem, a szívesség, a jóság, a hűség, a szelídség és az önmegtartóztatás gyümölcsét. A gyülekezet erkölcsi élete számára adott útmutatása szerint a család feje a Krisztust követő férfi, aki önfeláldozóan szereti a feleségét. Az erősebb tekintettel van a gyengébbekre, s szembeszáll a házasságtöréssel, a paráznasággal, a bujálkodással, a bálványimádással, a varázslással, az ellenségeskedéssel, a viszálykodással, a féltékenységgel, a haraggal, az önzéssel, a széthúzással, a pártoskodással, az irigységgel, a gyilkossággal, részegeskedéssel, a tobzódással és az ezekhez hasonlókkal. A nemiségről és a nőkről alkotott nézetei jelentős mértékben hatottak a történelem későbbi korszakaiban. Talán leghíresebb nyilatkozata a témában : „Mondom pedig a nem házasoknak és az özvegyasszonyoknak, hogy jó nékik, ha úgy maradhatnak, mint én is. De ha magukat meg nem tartóztathatják, házasságban éljenek: mert jobb házasságban élni, mint égni.”  A nők helyéről a következőket mondta: „Az asszony csendességben tanuljon engedelmességgel. A tanítást pedig nem engedem meg az asszonynak, sem hogy a férfin uralkodjék, hanem legyen csendességben. Mert Ádám teremtetett elsőnek, azután Éva.” Hite szerint az „Úr napján”, amikor maga az Úr száll alá a mennyből, minden hívő ember feltámad.

## Írásai
Az Újszövetség huszonhét könyvéből hagyományosan tizennégy levelet tulajdonítottak Pálnak. Ezek közül számos levél a szerzőjeként is Pált jelöli meg (több olyan is, amelyről bebizonyosodott, hogy nem az ő írása).
A mai bibliatudósok körében általánosan elfogadott, hogy Pál szerzősége hét levélnél vitathatatlan. Ezek: a rómaiakhoz, a korinthosziakhoz írt első és második levél, a galatákhoz, a filippieknek, a thesszalonikaiaknak írt első levél és a Filemonnak írt levél.
Hat levél vitatott, de elutasítják Pál szerzőségét: Kolosszé, Efézus, Thesszalonika 2. levél, a Timótheuszhoz írt első és második levél, valamint a Tituszhoz 
írt levél.
A zsidókhoz írt levélnél teljesen elutasítják Pál szerzőségét.
| Állapot       | Kategorizálás                          | Levél |
| ------------- | -------------------------------------- | --- |
| Vitathatatlan | Hiteles páli levelek                   | - Első levél a thesszalonikaiakhoz - A galatákhoz írt levél - Első levél a korinthusiakhoz - Második levél a korinthusiakhoz - A filippibeliekhez írt levél - Filemonhoz írt levél - A rómaiakhoz írt levél |
| Vitatott      | deuteropáli levelek; (Pál tanítványai) | - Efézusi levél - A kolossébeliekhez írt levél - Második levél a thesszalonikaiakhoz |
| Vitatott      | Lelkipásztori levelek;                 | - Első levél Timóteushoz - Második levél Timóteushoz - Tituszhoz írt levél |
| Vitatott      | Névtelen prédikáció ; nem Pál          | - A zsidókhoz írt levél |

### Nem Pálnak tulajdonított levelek
A „deuteropáli levelek” kifejezéssel azokra az újszövetségi levelekre utalnak, amelyek hagyományosan szerepelnek a páli levelek között, de a legtöbb mai kritikus bibliatudós nem Pál apostol, hanem Pál követői vagy esetleg egy páli iskola termékeiként tekint rájuk. Ezek a következők: Thesszalonika 2. levél, Kolosszé és Efézusi levél. Bár e levelek azt állítják, hogy Pál kezéből származnak  (→ pszeudoepigráf), és a hagyomány is Pálnak tuljadonított leveleknek tekintette őket (pl. Polikárp, Jusztinusz, Tertullianus stb.),  a mai bibliatudósok elvetik ezt. Elsősorban a következő okok miatt kérdőjelezték meg ezen írások páli szerzőségét: a levelek stílusa, szókincse és teológiája különbözik a vitathatatlan páli levelektől, és olyan kérdéseket és helyzeteket tárgyalnak, amelyek nem felelnek meg a többi írásának, és úgy tűnik, hogy egy későbbi időszakot tükröznek. A levelekben, különösen a kolosszébeliekhez és az efézusi levélben bizonyítékot látnak egy páli iskola létezése mellett, amelynek központja talán Efézusban volt, és amely megőrizte, továbbfejlesztette és alkalmazta a páli tanításokat.
Három újszövetségi levél: Timótheosz 1, Timótheosz 2 és Titusz, a 19. század közepe óta lelkipásztori levélként ismertek. A levelek szókincsének és stílusának részletes tanulmányozása volt az egyik fő tényező, amely a páli szerzőség elvetésének tudományos konszenzusához vezetett. Pál számos jellemző szava és kifejezése, például a „test”, hiányzik ezekből a levelekből. Számos más kifejezést használnak az írók, de más jelentéssel, mint Pál vitathatatlanul a saját írásaiban, például a „hit” (1 Tm 1,5 stb.) vagy az „uralkodók” (Ti 3,1). Ezen levelek írói viszonylag hallgatnak Pál néhány legfontosabb gondolatáról, a feltámadásról, a Szentlélekről és egyes tudósok szerint a megigazulásról. A leveleknek az ellenfelekkel való bánásmódja is különbözik a Páléra jellemzőtől.
A zsidókhoz írt levélnél napjainkban szinte minden kutató elveti Pál szerzőségét, és egy ismeretlen, a páli teológia hatása alatt álló írónak tulajdonítják.

## A neve alatt fennmaradt művek

### Kanonikusak
- Pál levele a rómaiakhoz
- Pál első levele a korinthosziakhoz
- Pál második levele a korinthosziakhoz
- Pál levele a galatákhoz
- Pál levele az epheszosziakhoz
- Pál levele a philippibeliekhez
- Pál levele a kolosszébeliekhez
- Pál első levele a thesszalonikaiakhoz
- Pál második levele a thesszalonikaiakhoz
- Pál első levele Timótheoszhoz
- Pál második levele Timótheoszhoz
- Pál levele Titushoz
- Pál levele Filemonhoz
- Zsidókhoz írt levél

### Apokrifok
- Péter és Pál apostol cselekedetei
- Pál apostol cselekedetei
- Pál apostol és Thekla cselekedetei
- Pál apokrif levele a korinthusiakhoz
- Pál apokalipszise
- Pál kopt apokalipszise
- Pál apostol imája

## Emlékezete
Rómában, az állítólagos sírja fölé építették a Szent Pál-katedrálist.

## Galéria
- Valentin de Boulogne:
 Pál levelet ír (Blaffer Foundation Collection, Houston, TX.)
- Albrecht Dürer: A négy apostol, János evangélistát, Pétert, Pált és Márkot ábrázolja
- Szent Pál megtérése
- Szent Pált ábrázoló faragás bélyegen
- Caravaggio: Szent Pál megtérése
- Michael Willmann: Szent Pál megtérése